# Nivollet-Montgriffon
Nivollet-Montgriffon est une commune française, située dans le département de l'Ain en région Auvergne-Rhône-Alpes.

## Géographie

### Localisation

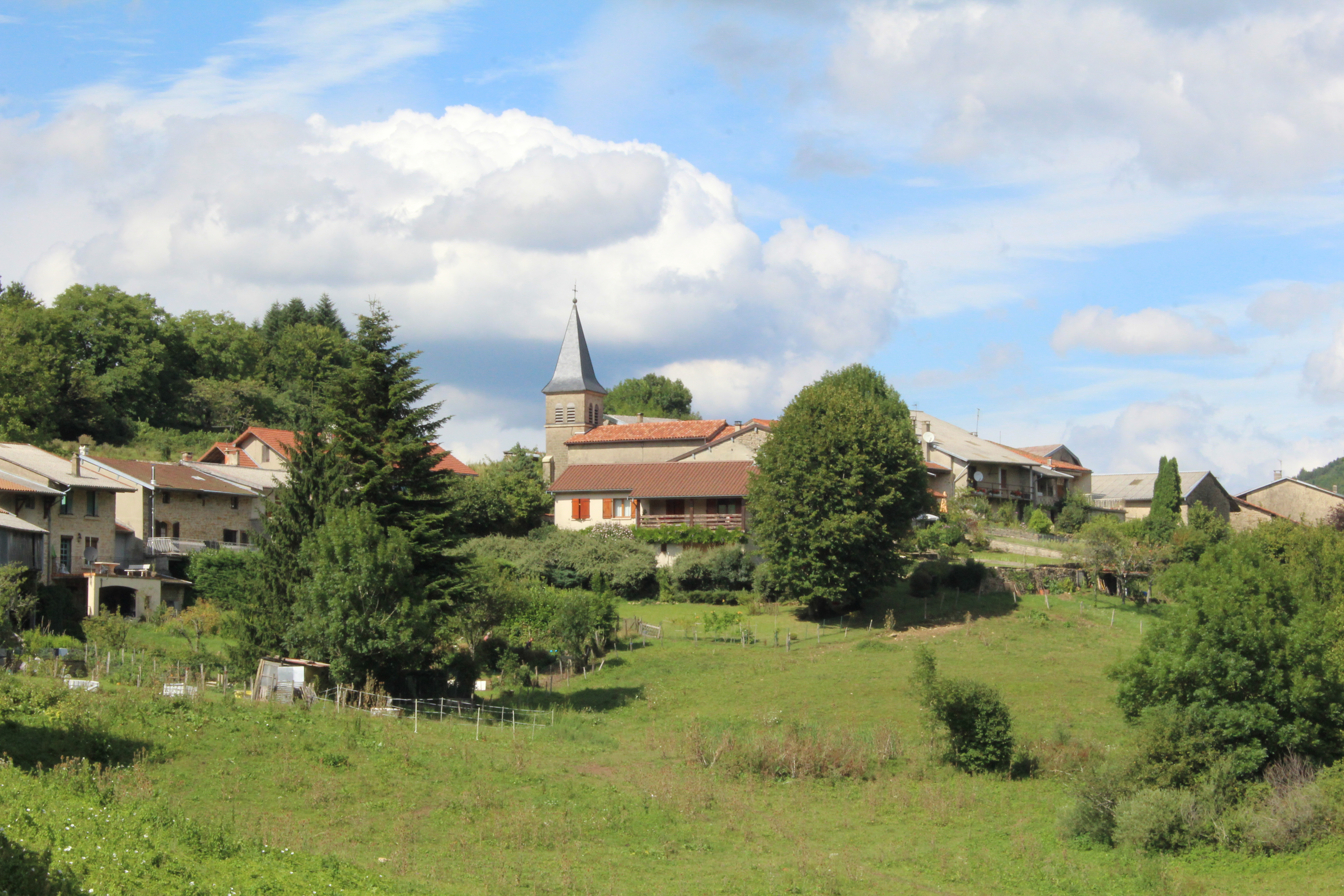
Vue générale de Nivollet.

Nivollet-Montgriffon est une commune située à vol d'oiseau à 11 km au nord-est d'Ambérieu-en-Bugey, 30 km au sud-est de Bourgoin-Jallieu, 20 km au sud-ouest de Nantua, 30 km au sud-ouest de Valserhône et 33 km au nord-ouest de Belley.
La commune fait partie de la région naturelle et historique du Bugey dans le massif du Jura.
Elle se trouve dans la zone d'emploi de Belley et le bassin de vie d'Ambérieu-en-Bugey.

### Communes limitrophes
| L'Abergement-de-Varey  | Boyeux-Saint-Jérôme  | Corlier |
|                        | Nivollet Montgriffon | Aranc   |
| Saint-Rambert-en-Bugey | Oncieu               | Évosges |

### Géologie et relief
La superficie de la commune est de 8,24 km2 ; son altitude varie de 440  à   833 mètres.
Le village de Montgriffon se situe sur un plateau incliné vers l'ouest et surplombant la vallée de la Mandorne. Le village culmine à une altitude moyenne de 800 mètres. Le point culminant de la commune, qui se situe au lieu-dit Veuillant (« voir loin » en patois bugiste[réf. souhaitée]), s'élève à 833 mètres ; il offre un panorama sur la Dombes et la Bresse.

### Hydrographie

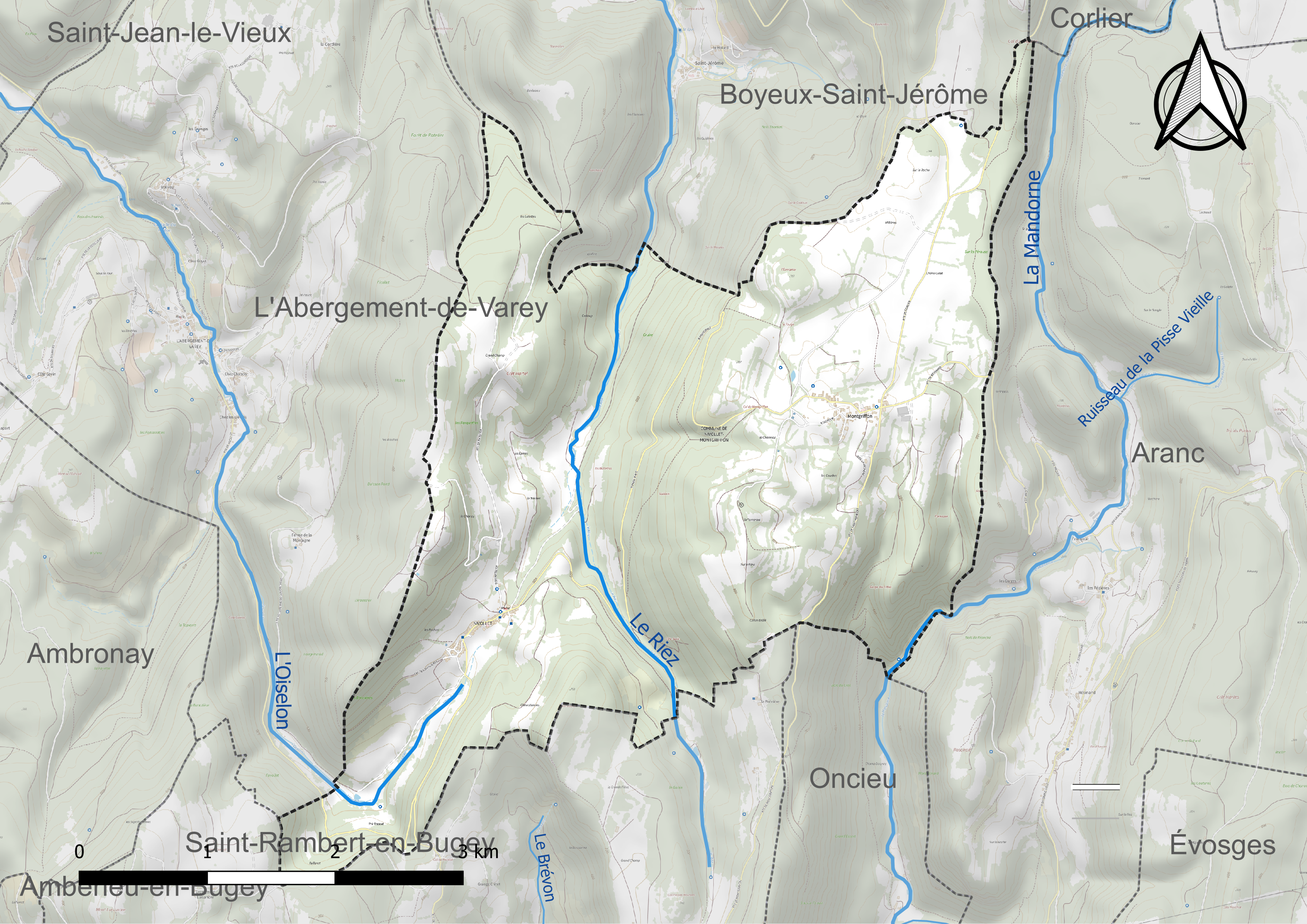
Carte hydrographique de la commune.

La commune est drainée essentiellement par le Riez.

### Climat
Pour des articles plus généraux, voir Climat d'Auvergne-Rhône-Alpes et Climat de l'Ain.
En 2010, le climat de la commune est de type climat de montagne, selon une étude du CNRS s'appuyant sur une série de données couvrant la période 1971-2000. En 2020, Météo-France publie une typologie des climats de la France métropolitaine dans laquelle la commune est exposée à un climat de montagne ou de marges de montagne et est dans la région climatique Jura, caractérisée par une forte pluviométrie en toutes saisons (1 000 à 1 500 mm/an), des hivers rigoureux et un ensoleillement médiocre.
Pour la période 1971-2000, la température annuelle moyenne est de 9 °C, avec une amplitude thermique annuelle de 16,8 °C. Le cumul annuel moyen de précipitations est de 1 580 mm, avec 11,1 jours de précipitations en janvier et 8,5 jours en juillet. Pour la période 1991-2020, la température moyenne annuelle observée sur la station météorologique de Météo-France la plus proche, sur la commune de Saint-Rambert-en-Bugey à 5 km à vol d'oiseau, est de 11,4 °C et le cumul annuel moyen de précipitations est de 1 512,4 mm,. Pour l'avenir, les paramètres climatiques de la commune estimés pour 2050 selon différents scénarios d'émission de gaz à effet de serre sont consultables sur un site dédié publié par Météo-France en novembre 2022.

## Urbanisme

### Typologie
Au 1er janvier 2024, Nivollet-Montgriffon est catégorisée commune rurale à habitat très dispersé, selon la nouvelle grille communale de densité à 7 niveaux définie par l'Insee en 2022.
Elle est située hors unité urbaine et hors attraction des villes,.

### Occupation des sols

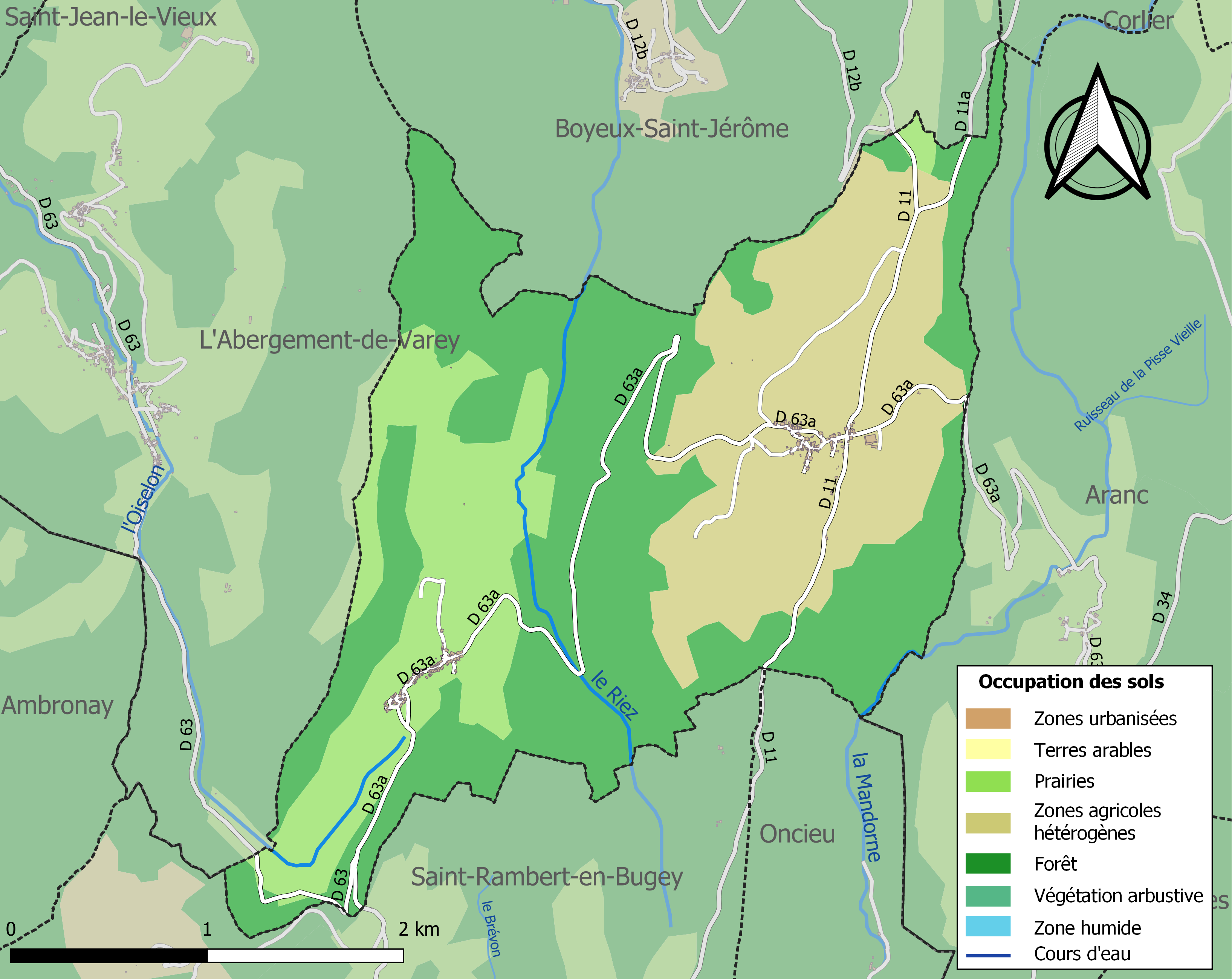
Carte des infrastructures et de l'occupation des sols de la commune en 2018 (CLC).

L'occupation des sols de la commune, telle qu'elle ressort de la base de données européenne d’occupation biophysique des sols Corine Land Cover (CLC), est marquée par l'importance des forêts et milieux semi-naturels (51 % en 2018), une proportion identique à celle de 1990 (51 %). La répartition détaillée en 2018 est la suivante : 
forêts (51 %), zones agricoles hétérogènes (29,7 %), prairies (19,3 %).
L'évolution de l’occupation des sols de la commune et de ses infrastructures peut être observée sur les différentes représentations cartographiques du territoire : la carte de Cassini (XVIIIe siècle), la carte d'état-major (1820-1866) et les cartes ou photos aériennes de l'IGN pour la période actuelle (1950 à aujourd'hui).

### Lieux-dits, hameaux et écarts

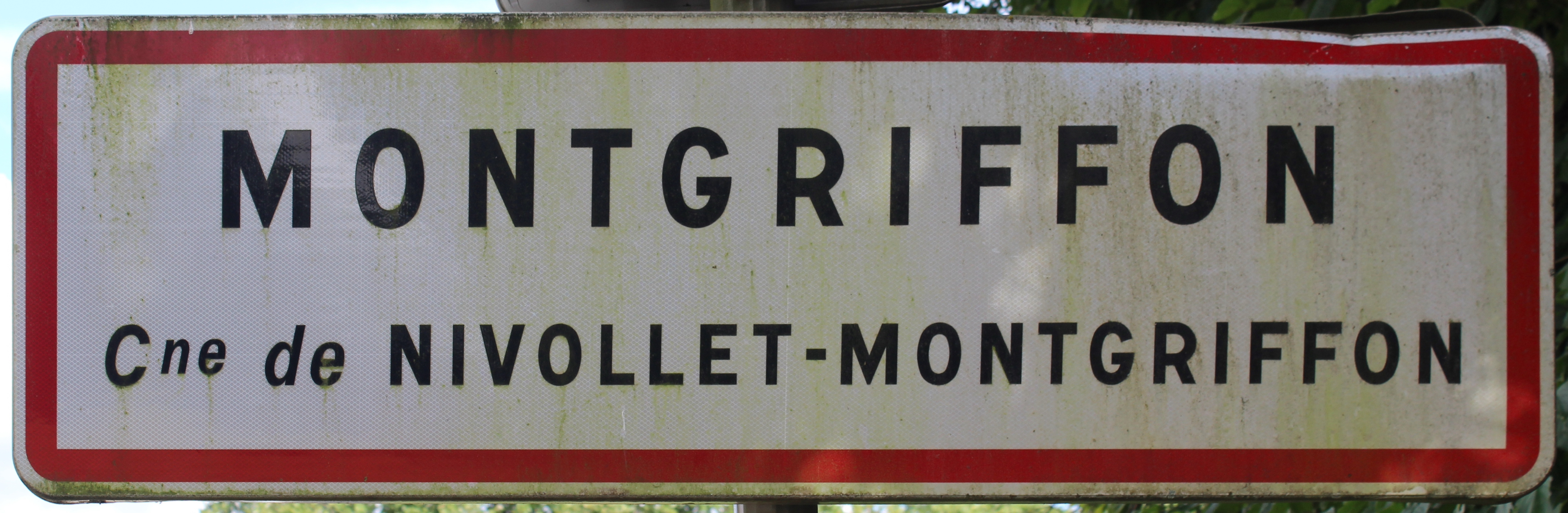

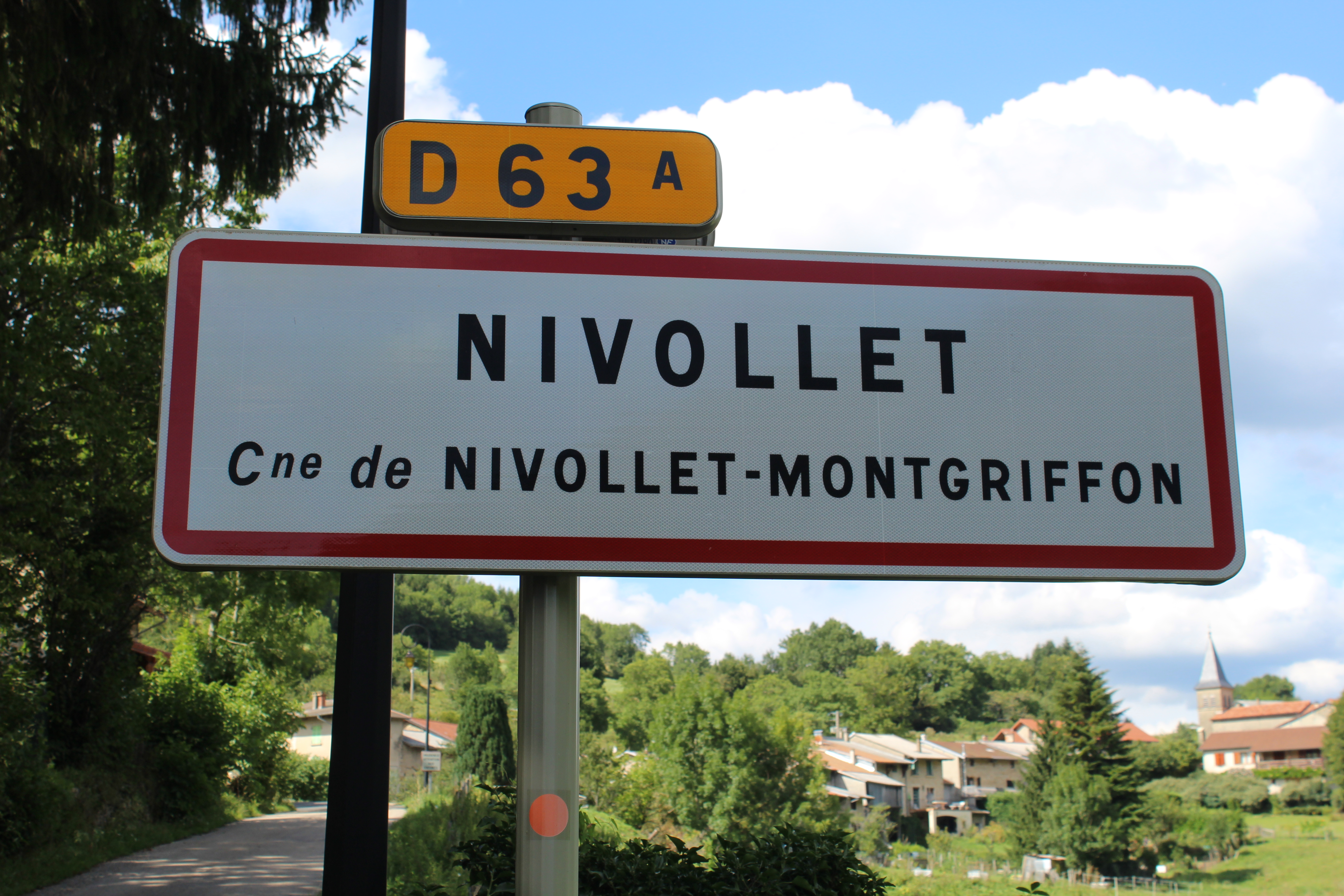

Les deux villages de Nivollet et de Montgriffon sont distants de 5 km mais forment une même commune sur le plan administratif.

### Habitat et logement
En 2020, le nombre total de logements dans la commune était de 99, alors qu'il était de 101 en 2015 et de 100 en 2010.
Parmi ces logements, 57,5 % étaient des résidences principales, 28,7 % des résidences secondaires et 13,8 % des logements vacants. Ces logements étaient pour 92,2 % d'entre eux des maisons individuelles et pour 7,8 % des appartements.
Le tableau ci-dessous présente la typologie des logements à Nivollet-Montgriffon en 2020 en comparaison avec celle de l'Ain et de la France entière. Une caractéristique marquante du parc de logements est ainsi une proportion de résidences secondaires et logements occasionnels (28,7 %) supérieure à celle du département (5,5 %) et à celle de la France entière (9,7 %).
| Typologie                                               | Nivollet-Montgriffon | Ain  | France entière |
| ------------------------------------------------------- | -------------------- | ---- | -------------- |
| Résidences principales (en %)                           | 57,5                 | 86,3 | 82,1           |
| Résidences secondaires et logements occasionnels (en %) | 28,7                 | 5,5  | 9,7            |
| Logements vacants (en %)                                | 13,8                 | 8,2  | 8,2            |

## Toponymie
Le nom de Montgriffon était à l'origine le nom du château. Le village actuel s'appelait Planafay. Le changement de nom a eu lieu lors du ralliement à Nivollet, en 1800. Au début, Montgriffon était le chef-lieu mais Nivollet l'est devenu en 1883 en même temps que le rajout de du nouveau chef-lieu dans le nom de la commune.

## Histoire

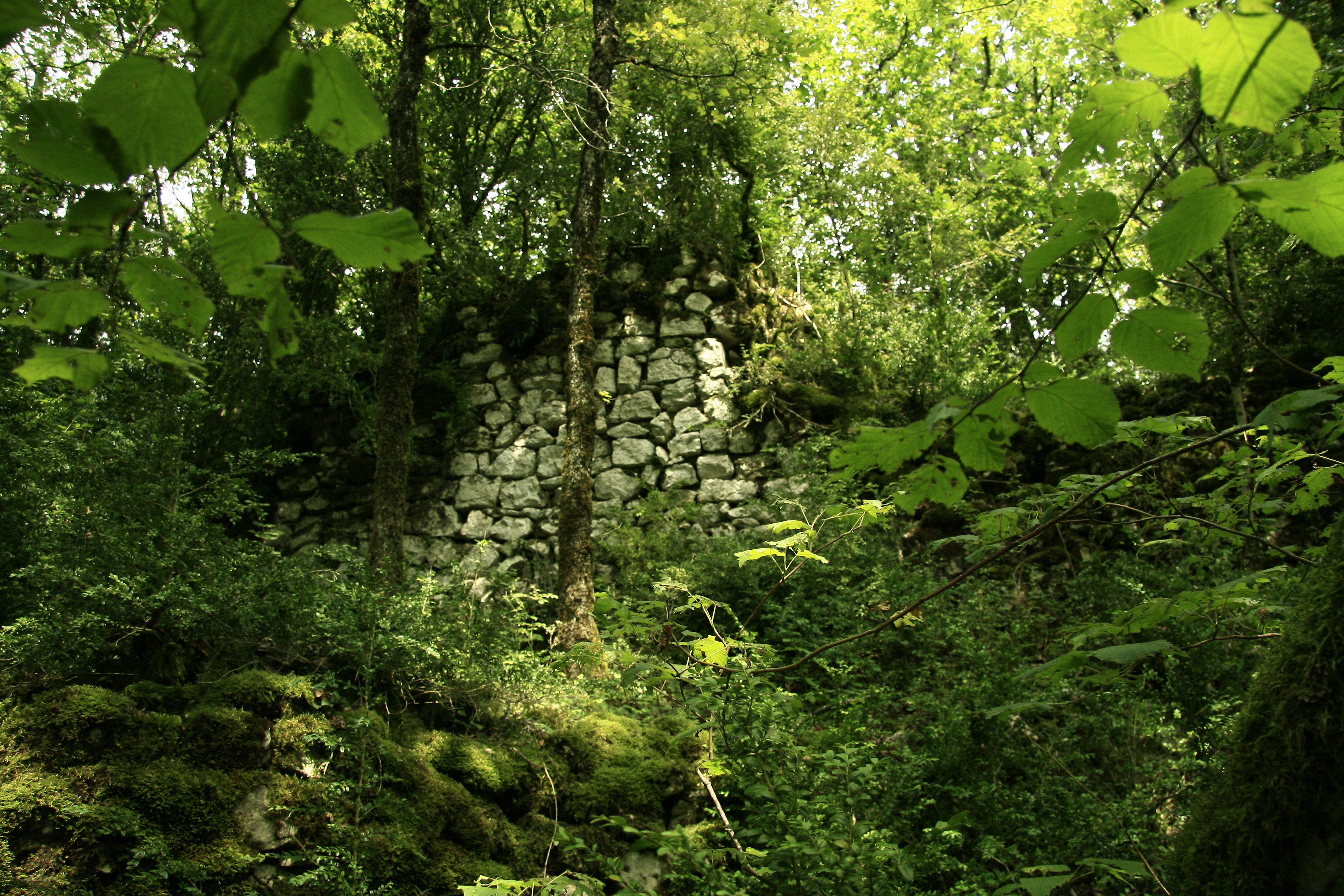
Ancien mur d'enceinte du château fort de Montgriffon.

### Moyen Âge
En 1375, la seigneurie de Montgriffon appartenait à Hugues seigneur de Gramont, Lompnès et Montferrand. La branche des Gramont dont le château se situe à Ceyzérieu faillit avec Philippe de Gramont seigneur de Montgriffon et des Echelles.

### Temps modernes
Par décret datant du 7 février 1533 la seigneurie est léguée à Éléonore de Varey puis par second mariage à Étienne de Fetans, seigneur d'Arbuzenier dont les héritiers l'aliénèrent à la maison de Moyria, baron de Chatillon-de-Corneille.
Jean Philibert de Moyria obtient l'autorisation dans sa terre d'une fourche patibulaire comme consécration de ses droits de haute, moyenne et basse justice.
Au XVIIIe siècle, le fief revient à la famille Reverdy de Montberard puis Trollier et enfin Orsel de la Tour. À cette époque, la seigneurie n'était plus qu'une dépendance de la baronnie de Chatillon-de-Corneille.[réf. nécessaire]
Le hameau de Nivollet est d'abord une dépendance de l'abbaye de Saint-Rambert-en-Bugey, puis une annexe de Saint-Jérôme.

### Révolution française et Empire
Lors du  Consulat, les villages de Montgriffon et de Nivollet sont réunis pour former une seule commune[réf. nécessaire].

### Époque contemporaine
Le 3 janvier 1883, Montgriffon prend la dénomination Nivollet-Montgriffon et le chef-lieu est déplacé à Nivollet.
Au printemps 1943, le STO est étendu au monde rural. Dans une ferme abandonnée, cachée au fond des gorges de Nivollet-Montgriffon, quelques réfractaires de l'Ain suivent un entrainement destiné à en faire des militaires. Ils s'initient, entre autres, aux techniques de guérilla. Ce camp, dit « des Gorges », a été créé par Henri Romans-Petit, un ancien de Saint-Cyr. Démobilisé en 1940, ce futur commandant des FFI de l'Ain se charge durant tout l'été 1943 de préparer au combat les maquis de la région. À l'automne, l'Ain compte 350 maquisards affiliés à l'Armée secrète.[réf. souhaitée]

## Politique et administration

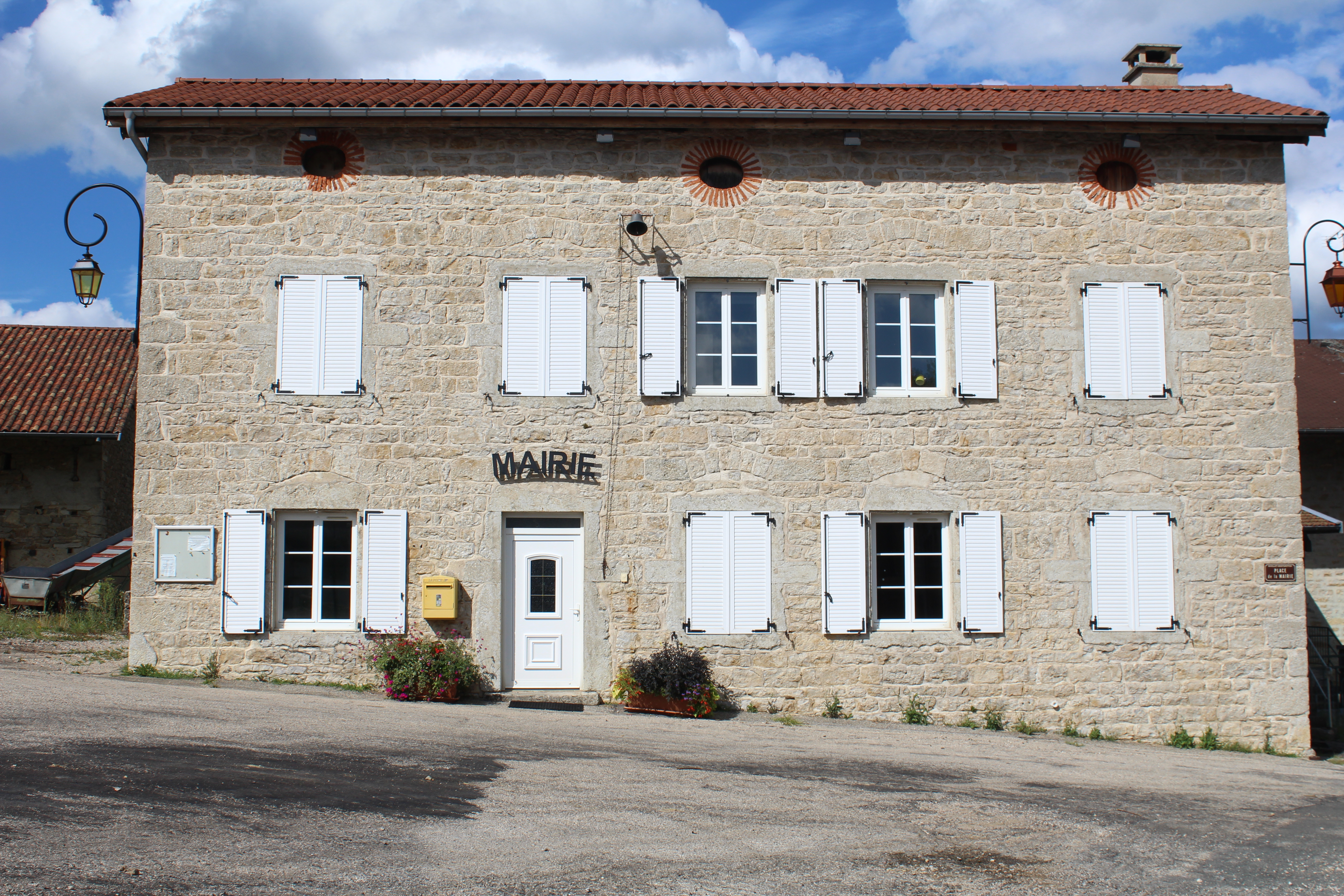
Mairie.

### Rattachements administratifs et électoraux

#### Rattachements administratifs
La commune se trouve dans l'arrondissement de Belley du département de l'Ain.
Elle faisait partie depuis 1801 du canton de Saint-Rambert-en-Bugey. Dans le cadre du redécoupage cantonal de 2014 en France, cette circonscription administrative territoriale a disparu, et le canton n'est plus qu'une circonscription électorale.

#### Rattachements électoraux
Pour les élections départementales, la commune fait partie depuis 2014 du canton d'Ambérieu-en-Bugey.
Pour l'élection des députés, elle fait partie de la cinquième circonscription de l'Ain  depuis le dernier découpage électoral de 2010.

### Intercommunalité
Nivollet-Montgriffon était membre de la petite communauté de communes de la Vallée de l'Albarine, un établissement public de coopération intercommunale (EPCI) à fiscalité propre créé fin 2001 et auquel la commune avait transféré un certain nombre de ses compétences, dans les conditions déterminées par le code général des collectivités territoriales.
Dans le cadre des dispositions de la loi portant nouvelle organisation territoriale de la République du 7 août 2015, qui prévoit que les établissements publics de coopération intercommunale (EPCI) à fiscalité propre doivent avoir un minimum de 15 000 habitants, cette intercommunalité a fusionné le 1er janvier 2017 au sein de la communauté de communes de la Plaine de l'Ain, dont est désormais membre la commune.

### Liste des maires
| Période                                  | Période                       | Identité               | Étiquette | Qualité                      |
| ---------------------------------------- | ----------------------------- | ---------------------- | --------- | ---------------------------- |
| Les données manquantes sont à compléter. |                               |                        |           |                              |
| 1800                                     | 1815                          | Philippe Mathieu       |           |                              |
| 1815                                     | 1818                          | Laurent Mollard        |           |                              |
| 1818                                     | 1832                          | François Mathieu       |           |                              |
| 1832                                     | 1838                          | François Boccard       |           |                              |
| 1838                                     | 1843                          | Alexis Mathieu         |           |                              |
| 1843                                     | 1848                          | François Boccard       |           |                              |
| 1848                                     | 1860                          | Jean Claude Ravet      |           |                              |
| 1860                                     | 1876                          | Joseph Ravet           |           |                              |
| 1876                                     | 1881                          | Joseph Antoine Mollard |           |                              |
| 1881                                     | 1892                          | Charles Ravet          |           |                              |
| 1892                                     | 1900                          | Joseph Alban Ravet     |           |                              |
| 1900                                     | 1908                          | Claude Marie Ravet     |           |                              |
| 1908                                     | 1944                          | Emile Mollard          |           |                              |
| 1945                                     | 1947                          | Louis Tardy            |           |                              |
| novembre 1947                            | mars 1965                     | Francisque Mollard     |           |                              |
| mars 1965                                | mars 1977                     | Edmond Bigot           |           |                              |
| mars 1977                                | mars 1983                     | Jean-Marie Mollard     |           | Agriculteur                  |
| mars 1983                                | février 2023                  | Jean-Claude Lherbe     |           | Agriculteur Mort en fonction |
| avril 2023                               | En cours (au 29 janvier 2024) | Emmanuel Simonnet      |           | Agriculteur                  |

## Population et société

### Démographie
L'évolution du nombre d'habitants est connue à travers les recensements de la population effectués dans la commune depuis 1793. Pour les communes de moins de 10 000 habitants, une enquête de recensement portant sur toute la population est réalisée tous les cinq ans, les populations de référence des années intermédiaires étant quant à elles estimées par interpolation ou extrapolation. Pour la commune, le premier recensement exhaustif entrant dans le cadre du nouveau dispositif a été réalisé en 2008.

En 2022, la commune comptait 119 habitants, en évolution de +0,85 % par rapport à 2016 (Ain : +5,15 %, France hors Mayotte : +2,11 %).
| 1793 | 1800 | 1806 | 1821 | 1831 | 1836 | 1841 | 1846 | 1851 |
| ---- | ---- | ---- | ---- | ---- | ---- | ---- | ---- | ---- |
| 219  | 432  | 473  | 538  | 592  | 474  | 542  | 475  | 494  |

| 1856 | 1861 | 1866 | 1872 | 1876 | 1881 | 1886 | 1891 | 1896 |
| ---- | ---- | ---- | ---- | ---- | ---- | ---- | ---- | ---- |
| 435  | 447  | 428  | 380  | 374  | 357  | 349  | 362  | 354  |

| 1901 | 1906 | 1911 | 1921 | 1926 | 1931 | 1936 | 1946 | 1954 |
| ---- | ---- | ---- | ---- | ---- | ---- | ---- | ---- | ---- |
| 349  | 309  | 292  | 269  | 241  | 212  | 192  | 157  | 138  |

| 1962 | 1968 | 1975 | 1982 | 1990 | 1999 | 2006 | 2008 | 2013 |
| ---- | ---- | ---- | ---- | ---- | ---- | ---- | ---- | ---- |
| 113  | 103  | 81   | 63   | 66   | 87   | 127  | 139  | 119  |

| 2018 | 2022 | - | - | - | - | - | - | - |
| ---- | ---- | - | - | - | - | - | - | - |
| 119  | 119  | - | - | - | - | - | - | - |

## Culture locale et patrimoine

### Lieu et monuments

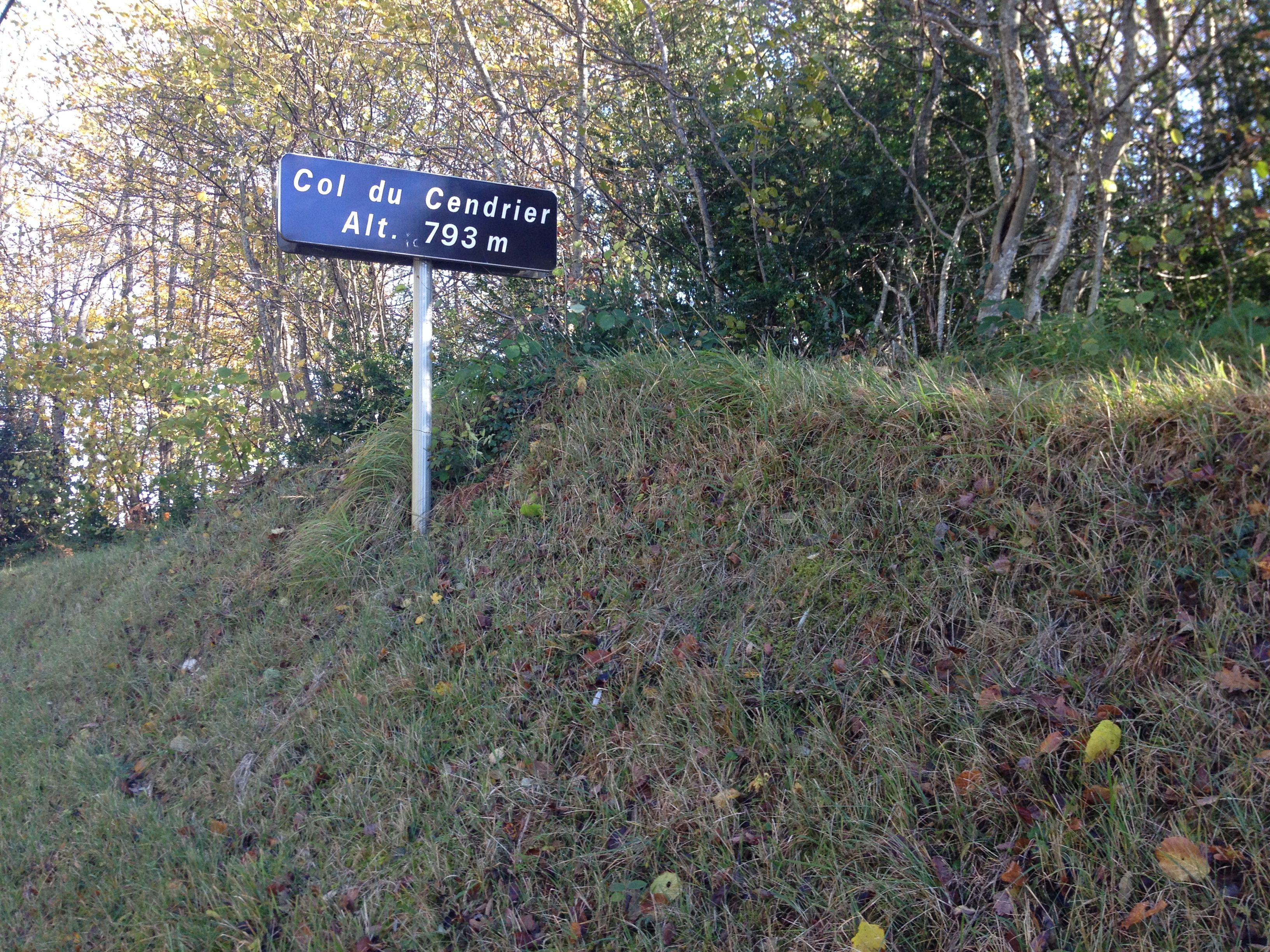
Le col du Cendrier (793 m).

- Stèle des Maquis de l'Ain.
- Stèle à Marius Chavant[20], fusillé par les Allemands au milieu de Montgriffon[21].
- Stèle Auguste Girod.
- L'église Saint-Léger de Nivollet est érigée sous le vocable de saint Léger, évêque d'Autun. Cette chapelle fut une ancienne annexe de Saint-Jérôme.
- L'église Sainte-Anne de Montgriffon est érigée sous le vocable de sainte Anne. Elle est composée d'une seule chapelle latérale. La nef est lambrissée et la chapelle voutée. Le chœur date probablement du Moyen Âge. La rénovation de l'église date de 1821.
- Le château fort de Montgriffon : il ne reste aujourd'hui que des vestiges peu visibles. en effet le site est envahi par la nature et ne bénéficie à l'heure actuelle d'aucun projet de sauvegarde. Au XIVe siècle, le château comportait encore des remparts, des fossés et un pont-levis. À la veille de la Révolution, en 1789, l'ensemble des papiers d'Orcel de la Tour, châtelain et propriétaire ont été brûlés. Il est possible qu'il eût existé un vieux Montgriffon au lieu-dit « sous le Courtellet ».
- Le col du Cendrier (793 mètres).

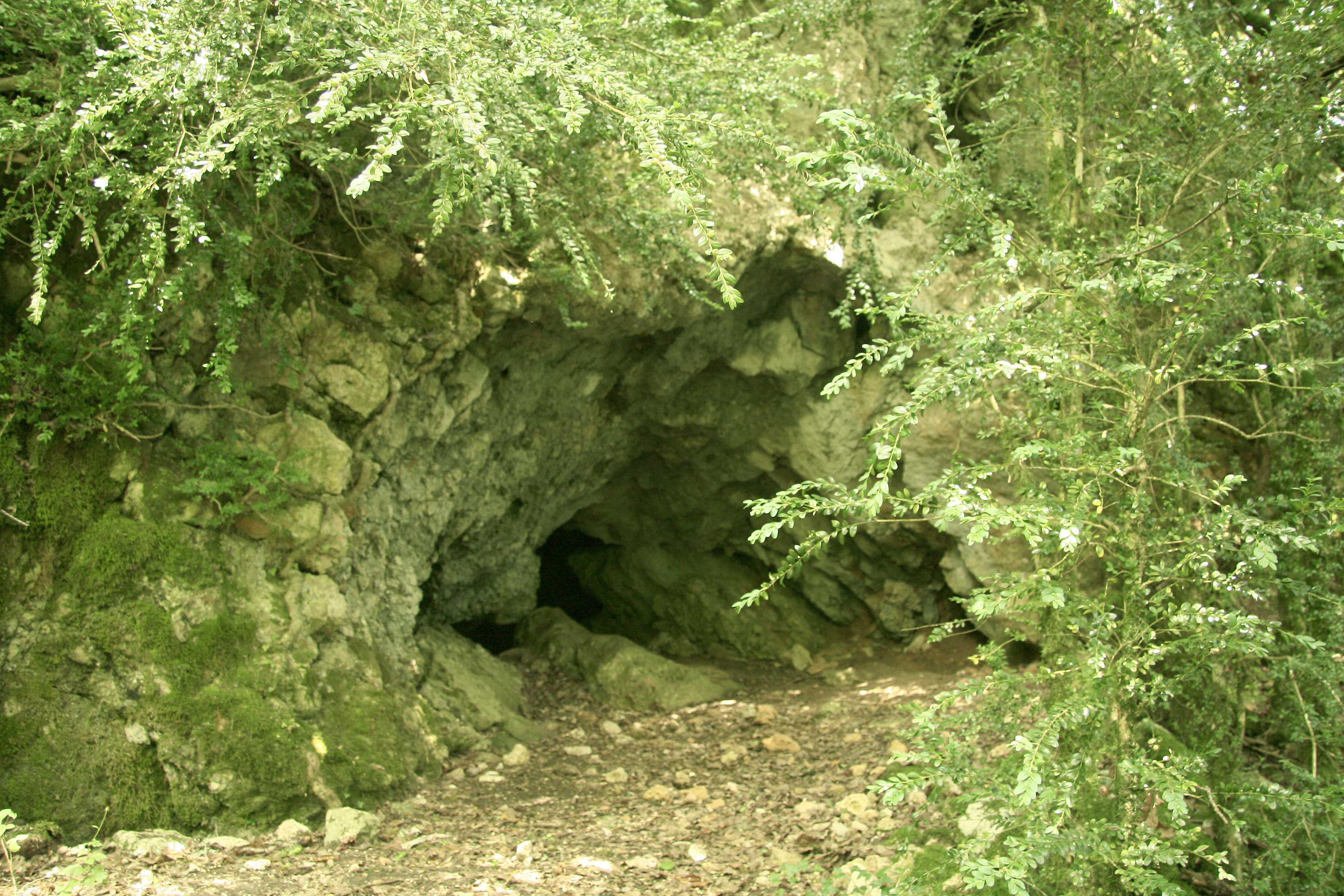
Grotte sous le château.
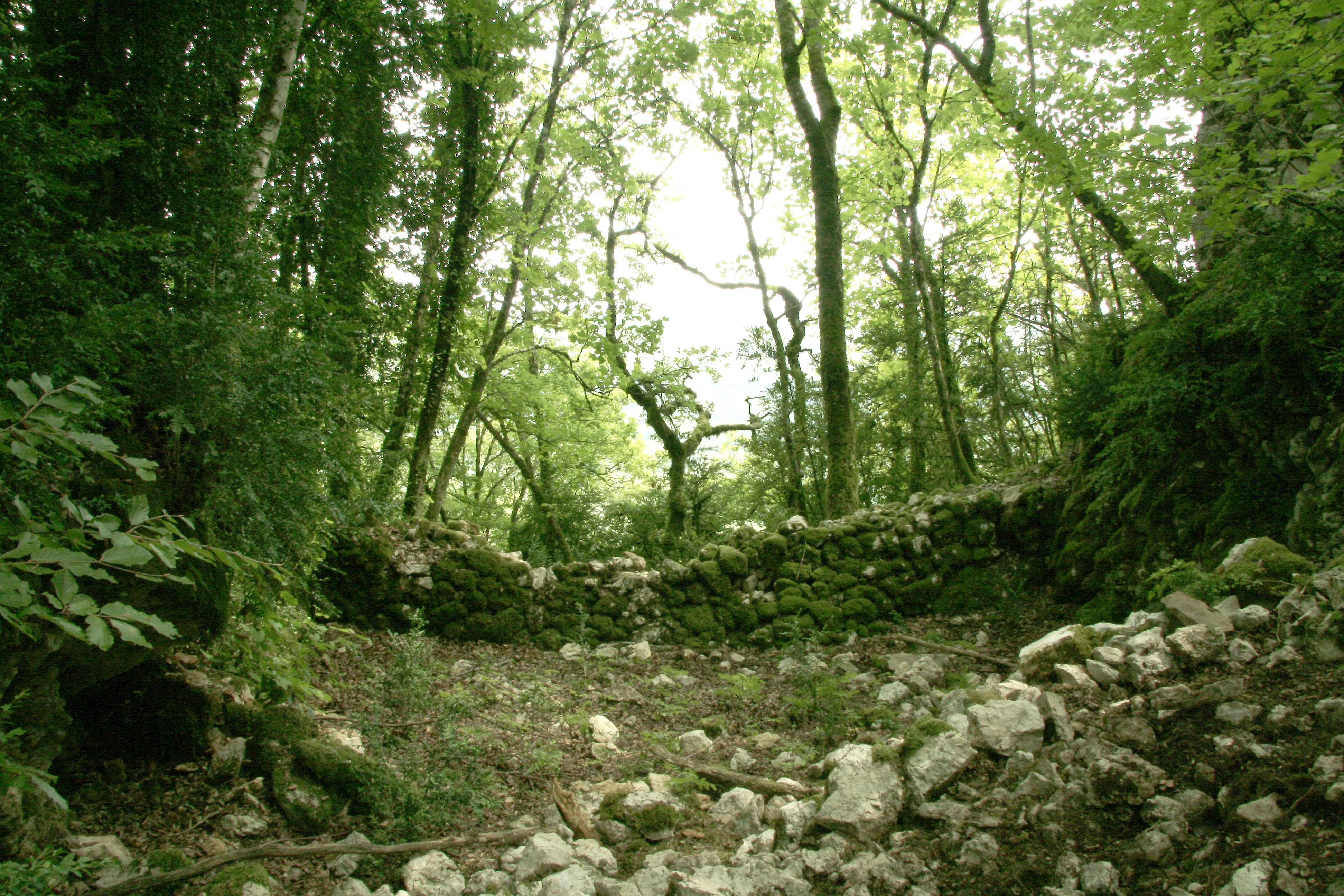
Restes du château de Montgriffon.
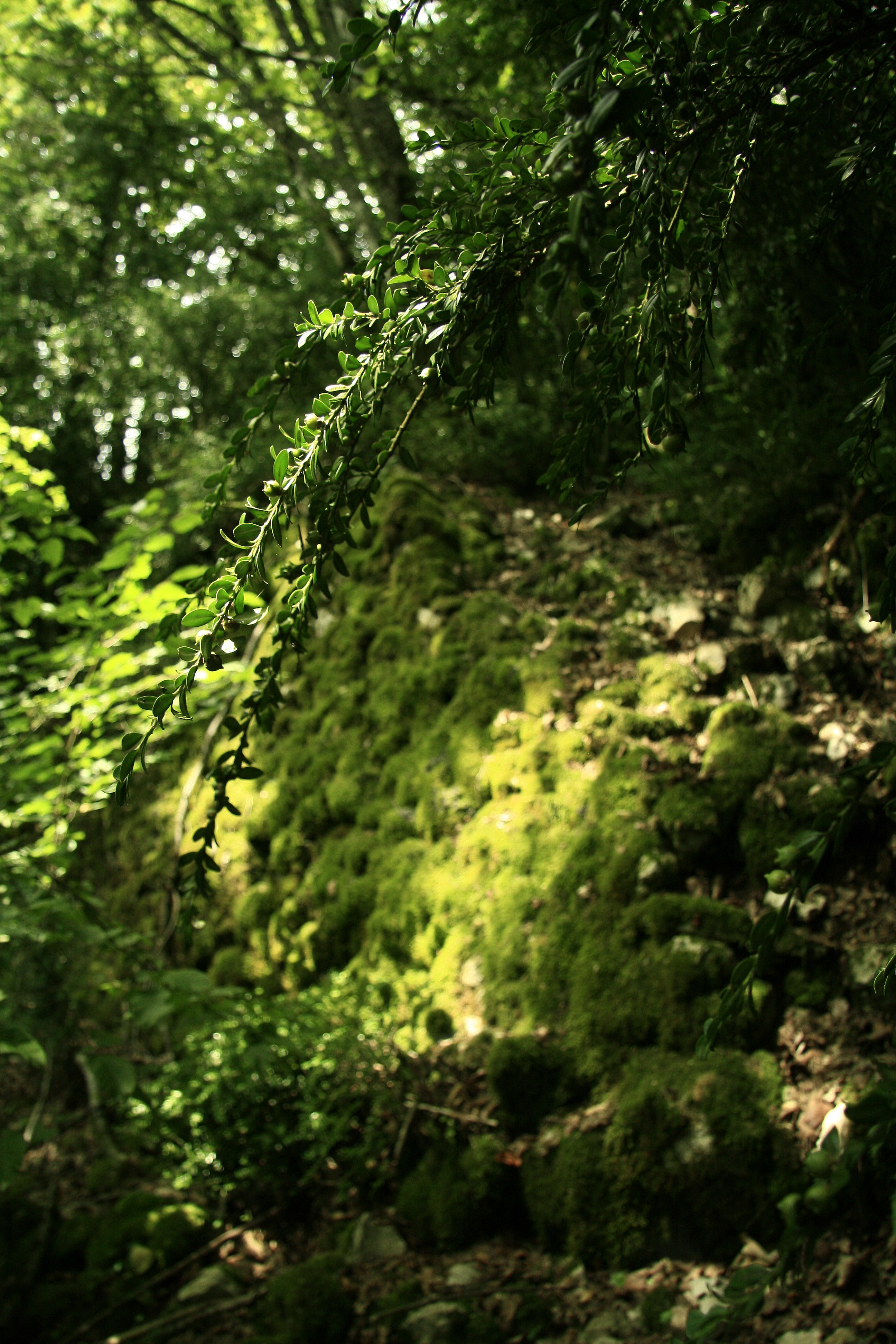
Restes du château de Montgriffon.
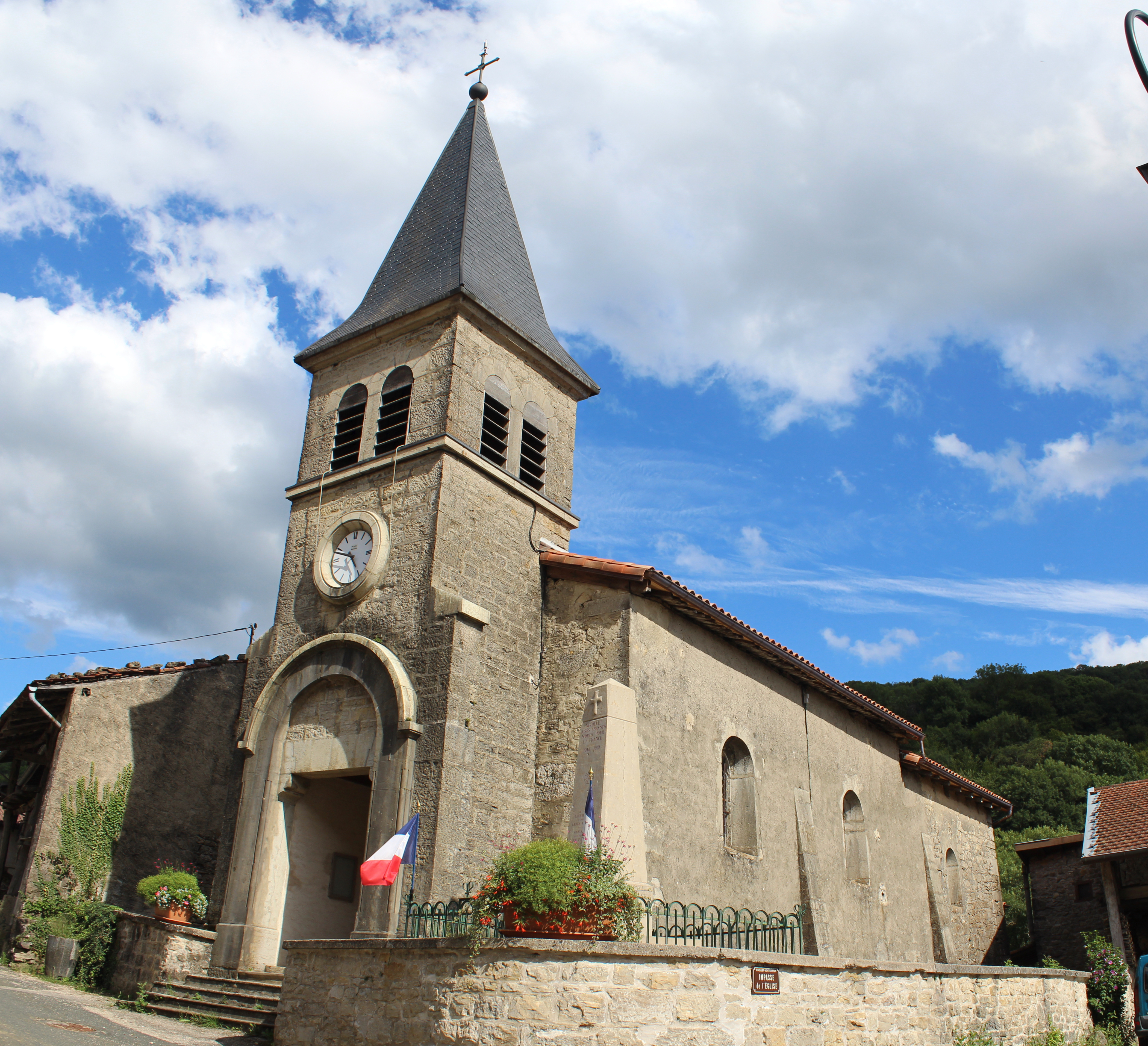
Église Saint-Léger de Nivollet.
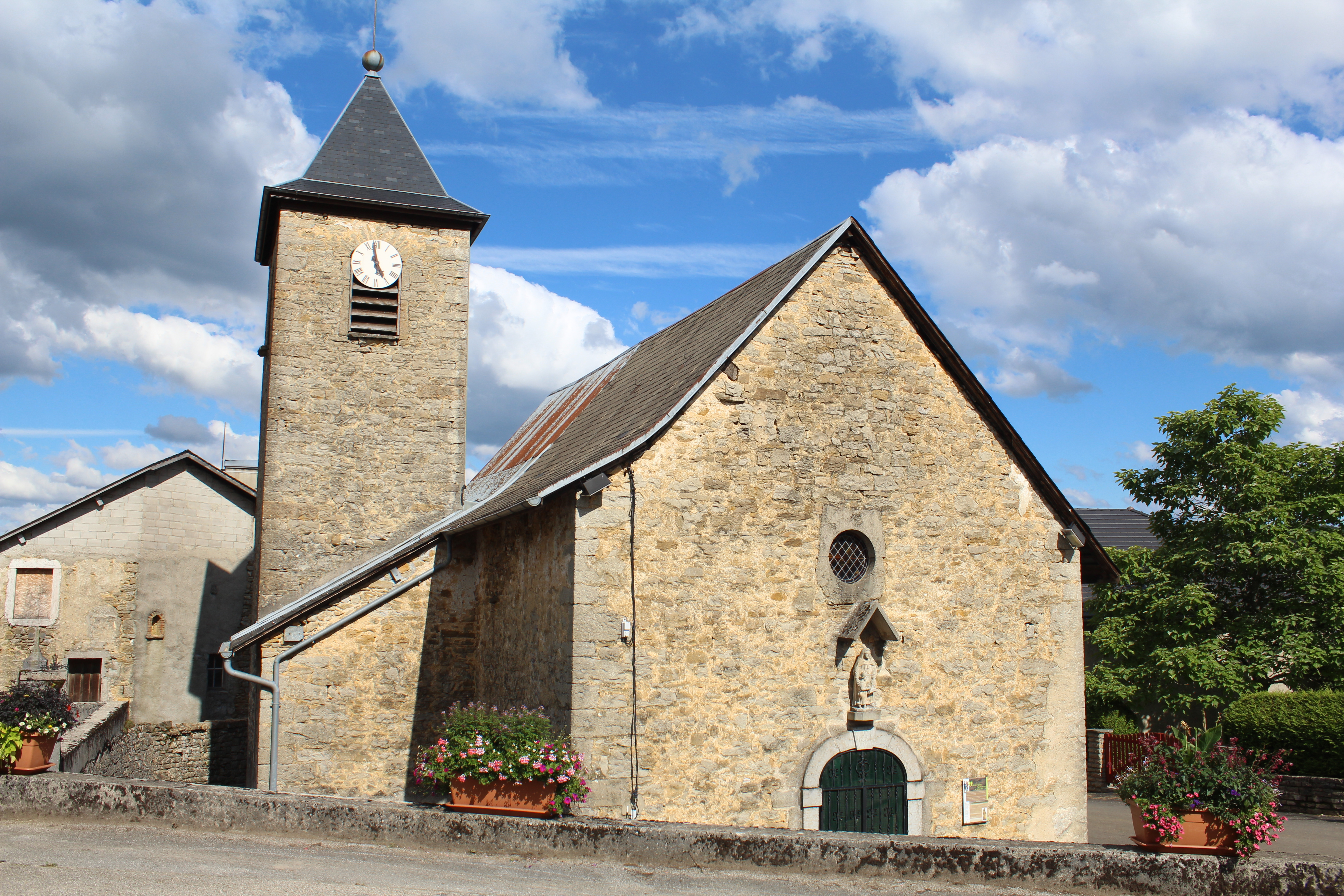
Église Sainte-Anne de Montgriffon.

## Pour approfondir